# Neivamyrmex coeca
Neivamyrmex coeca é uma espécie de formiga do gênero Neivamyrmex.